# (544) Jetta
(544) Jetta est un astéroïde de la ceinture principale découvert par Paul Götz dans la ville de Heidelberg en Allemagne.
Il fut baptisé d'après un personnage d'une légende locale.